# Holotrichia dannymohagani
Holotrichia dannymohagani är en skalbaggsart som beskrevs av Matsumoto 2008. Holotrichia dannymohagani ingår i släktet Holotrichia och familjen Melolonthidae. Inga underarter finns listade i Catalogue of Life.